# Alexia Bryn
Alexia Marie Bryn (també citada com a Schøien i Bryn-Schøien, Oslo, 24 de març de 1889 – Oslo, 19 de juliol de 1983) va ser una patinadora artística sobre gel noruega que va competir a començaments del segle xx.
El 1920 va prendre part en els Jocs Olímpics d'Anvers, on guanyà la medalla de plata en la prova parelles del programa de patinatge artístic. Durant la seva carrera esportiva guanyà deu campionats nacionals per parelles i un campionat nòrdic, sempre fent parella amb el seu marit Yngvar Bryn.

## Palmarès
Parelles, amb Yngvar Bryn
| Prova                 | 1908 | 1909 | 1910 | 1911 | 1912 | 1913 | 1914 | 1919 | 1920 | 1921 | 1922 | 1923 |
| --------------------- | ---- | ---- | ---- | ---- | ---- | ---- | ---- | ---- | ---- | ---- | ---- | ---- |
| Jocs Olímpics         |      |      |      |      |      |      |      |      | 2a   |      |      |      |
| Campionat del Món     |      |      |      | 5a   | 3a   | 4a   | 5a   |      |      |      | 5a   | 2a   |
| Campionats nòrdics    |      |      |      |      |      |      |      |      |      | 2a   | 1a   |      |
| Campionats de Noruega | 1a   | 1a   | 1a   | 1a   | 1a   | 1a   |      | 1a   | 1a   | 1a   | 1a   |      |